# Титон (округ, Монтана)
Округ Титон (англ. Teton County) — округ в штате Монтана, США. Официально образован в 1893 году. По состоянию на 2010 год, численность населения составляла 6073 человека.

## География
По данным Бюро переписи США, общая площадь округа равняется 5 938,876 км², из которых 5 884,486 км² суша и 51,800 км² или 0,900 % это водоёмы.

## Климат
В округе Титон преимущественно полузасушливый климат с холодной сухой зимой и теплым, более влажным летом, который, согласно системе классификации климатов Кёппена, сокращённо обозначается на климатических картах аббревиатурой «BSk».

## Население
По данным переписи населения 2000 года в округе проживает 6 445 жителей в составе 2 538 домашних хозяйств и 1 761 семья. Плотность населения составляет 1,00 человек на км². На территории округа насчитывается 2 910 жилых строений, при плотности застройки менее 1,00-го строения на км². Расовый состав населения: белые — 96,31 %, афроамериканцы — 0,19 %, коренные американцы (индейцы) — 1,52 %, азиаты — 0,09 %, гавайцы — 0,00 %, представители других рас — 0,42 %, представители двух или более рас — 1,47 %. Испаноязычные составляли 1,13 % населения независимо от расы.
В составе 31,60 % из общего числа домашних хозяйств проживают дети в возрасте до 18 лет, 61,10 % домашних хозяйств представляют собой супружеские пары проживающие вместе, 5,90 % домашних хозяйств представляют собой одиноких женщин без супруга, 30,60 % домашних хозяйств не имеют отношения к семьям, 27,30 % домашних хозяйств состоят из одного человека, 13,90 % домашних хозяйств состоят из престарелых (65 лет и старше), проживающих в одиночестве. Средний размер домашнего хозяйства составляет 2,51 человека, и средний размер семьи 3,09 человека.
Возрастной состав округа: 27,30 % моложе 18 лет, 6,10 % от 18 до 24, 24,60 % от 25 до 44, 25,40 % от 45 до 64 и 25,40 % от 65 и старше. Средний возраст жителя округа 40 лет. На каждые 100 женщин приходится 97,00 мужчин. На каждые 100 женщин старше 18 лет приходится 96,00 мужчин.
Средний доход на домохозяйство в округе составлял 30 197 USD, на семью — 36 662 USD. Среднестатистический заработок мужчины был 25 794 USD против 18 389 USD для женщины. Доход на душу населения составлял 14 635 USD. Около 12,20 % семей и 16,60 % общего населения находились ниже черты бедности, в том числе — 25,60 % молодежи (тех, кому ещё не исполнилось 18 лет) и 8,40 % тех, кому было уже больше 65 лет.